# Йоахим фон Йотинген-Флокберг
Йоахим фон Йотинген-Флокберг (на немски: Joachim von Oettingen-Flockburg; * 1470 в замък Флокберг; † 7 юли 1520) e граф на Йотинген в Швабия, Бавария и на замък Флокберг в Шлосберг в Бопфинген, Баден-Вюртемберг.
Той е син на граф Улрих фон Йотинген-Флокберг (1404 – 1477) и втората му съпруга Барбара фон Кунщат-Подебрад († 20 септември 1474), дъщеря на бохемския крал Иржи фон Кунщат († 1471) (род Подебради) и втората му съпруга Йохана фон Розмитал († 1475).
Баща му Улрих фон Йотинген се жени трети път на 13 август 1475 г. за графиня Барбара фон Тенген († 1489) дъщеря на Йохан V фон Неленбург († 1484) и Берта фон Кирхберг († 1482). Сестра му Маргарета (* 13 юли 1471; † 22 януари 1535) е абатиса на Кирххайм.
След смъртта на баща му през 1477 г. Йоахим, майка му и сестра му са под закрилата на херцог Лудвиг IX 'Богатия' от Бавария-Ландсхут († 1479) и след това на син му Георг († 1503), новият херцог на Бавария-Ландсхут.
Йоахим е убит на 7 юли 1520 г. на 50 години.

## Фамилия
Йоахим фон Йотинген-Флокберг се жени на 28 май/26 юни 1496 г. за графиня Доротея фон Анхалт-Кьотен (* ок. 1472; † 3 август 1505), дъщеря на княз Албрехт VI фон Анхалт-Кьотен († 1475) и графиня Елизабет фон Мансфелд-Кверфурт († 1482). Те имат децата:
- Карл фон Йотинген-Флокберг
- Фридрих фон Йотинген (* 6 декември 1496; † 6 януари 1514)
- Мария фон Йотинген (* 11 април 1498; † 18 август 1555), омъжена 151/1514 г. във Валерщайн за наследствения трухшес Георг III фон Валдбург-Волфег-Цайл-Валдзе (* 25 януари 1488, Валдзе; † 29 май 1531, Валдзе)
- Елизабет фон Йотинген (* 16 юни 1499; † 31 август 1553), омъжена I. на 30 юни 1517 г. за фрайхер Кириакус фон Полхайм († 2 юли 1533), II. 1534 г. Макс Фридрих фон Амберг, господар на Фелдкирх (* 10 юни 1511; † 21 април 1553, Милано), син на император Максимилиан I (упр. 1493 – 1519) и Анна фон Хелфенщайн
- Албрехт фон Йотинген-Флокберг
- Мартин фон Йотинген-Флокберг (* 11 ноември 1500; † 18 август 1549), граф на Йотинген-Флокберг-Валерщайн, женен на 7 ноември 1522 г. за ландграфиня Анна фон Лойхтенберг (* 31 май 1506; † 22 октомври 1555), дъщеря на ландграф Йохан IV фон Лойхтенберг и графиня Маргарета фон Шварцбург-Бланкенбург
- Лудвиг XIV фон Йотинген-Флокберг (* 13 май 1502; † 20 август 1548), граф на Йотинген-Флокберг
- Анна фон Йотинген (* 1 октомври 1503; † 7 ноември 1572, Валерщайн), абатиса на Кирххайм (1545)